# Kinziabàievo
Kinziabàievo (en rus: Кинзябаево) és un poble de Baixkíria, a Rússia, que en el cens del 2010 tenia 233 habitants. Pertany al districte de Iermolàievo.